# Austrolimnophila pleurostria
Austrolimnophila pleurostria är en tvåvingeart som beskrevs av Alexander 1958. Austrolimnophila pleurostria ingår i släktet Austrolimnophila och familjen småharkrankar. Inga underarter finns listade i Catalogue of Life.